# Zinzintitlán
Zinzintitlán är en ort i Mexiko.   Den ligger i kommunen Chilapa de Álvarez och delstaten Guerrero, i den södra delen av landet, 210 km söder om huvudstaden Mexico City. Zinzintitlán ligger 1 650 meter över havet och antalet invånare är 842.
Terrängen runt Zinzintitlán är kuperad. Runt Zinzintitlán är det ganska glesbefolkat, med 39 invånare per kvadratkilometer. Närmaste större samhälle är Chilapa de Alvarez, 6,8 km norr om Zinzintitlán. Omgivningarna runt Zinzintitlán är en mosaik av jordbruksmark och naturlig växtlighet.